# Markus Malin
Markus Malin (Lahti, 28 de mayo de 1987) es un deportista finlandés que compitió en snowboard, especialista en la prueba de halfpipe.
Ganó dos medallas de bronce en el Campeonato Mundial de Snowboard, en los años 2011 y 2013. Adicionalmente, consiguió una medalla de bronce en los X Games de Invierno.

## Medallero internacional
| Campeonato Mundial | Campeonato Mundial              | Campeonato Mundial | Campeonato Mundial |
| Año                | Lugar                           | Medalla            | Prueba             |
| ------------------ | ------------------------------- | ------------------ | ------------------ |
| 2011               | La Molina (España)              | Medalla de bronce  | Halfpipe           |
| 2013               | Stoneham-et-Tewkesbury (Canadá) | Medalla de bronce  | Halfpipe           |

| X Games de Invierno | X Games de Invierno    | X Games de Invierno | X Games de Invierno |
| Año                 | Lugar                  | Medalla             | Prueba              |
| ------------------- | ---------------------- | ------------------- | ------------------- |
| 2013                | Aspen (Estados Unidos) | Medalla de bronce   | Superpipe           |